# Yu-Gi-Oh! GX Tag Force 2
Yu-Gi-Oh! GX Tag Force 2 is een computerspel voor de PlayStation Portable. Het spel is gebaseerd op de anime Yu-Gi-Oh! GX.

## Achtergrond
Het spel is een vervolg op Yu-Gi-Oh! GX Tag Force, en hanteerd grotendeels dezelfde gameplay.
Personages uit de anime die terugkeren in het spel zijn Jaden Yuki, Zane Truesdale, Syrus Truesdale, Chazz Princeton, Alexis Rhodes, Atticus Rhodes, Blair Flannigan, Vellian Crowler, en de Shadow Riders.
Daarnaast komen een aantal nieuw duellisten voor in het spel.
Kaarten zijn in het spel beschikbaar tot aan de Tactical Evolution boosterpacks. Ook de Egyptische Godkaarten kunnen in het spel worden verkregen.